# Kościół Matki Bożej Fatimskiej w Bydgoszczy
Kościół Matki Bożej Fatimskiej w Bydgoszczy – rzymskokatolicki kościół położony w Bydgoszczy na osiedlu Wyżyny. Od 2017 roku Diecezjalne Sanktuarium Matki Bożej Fatimskiej.

## Części składowe kościoła
- Figura Niepokalanego Serca Pani Fatimskiej - główny element prezbiterium, znajduje się nad tabernakulum. Jest to najwyższa w Polsce figura Niepokalanego Serca Pani Fatimskiej. 6,5-metrowa rzeźba z drzewa lipowego została wykonana przez Kazimierza Bizka z Janowa Lubelskiego[2].
- Tabernakulum - bogato zdobiony motywem krzewu element prezbiterium; wykonane w Grodzisku Dolnym koło Leżajska.[2]
- Figura Chrystusa Króla - kilkumetrowa figura umieszczona pomiędzy wieżami, nad zegarem. Została wykonana w Gdyni[2].

## Otoczenie świątyni
- Ogródek Różańcowy - znajdujący się we wschodniej części kościoła plac wokół którego rozmieszczono 12 kaplic, każda z nich ukazuje jedną tajemnicę różańcową. Pośrodku placu umieszczono łódź, a wokół niej strumyk.
- Figura Anioła Eucharystycznego - kilkumetrowa, biała figura umieszczona niedaleko Ogródka Różańcowego.
- Plebania - wybudowana w latach 1996–1999.

W 2022 proboszcz parafii wysunął projekt postawienia przy świątynią 18-metrowego posągu Chrystusa Króla w koronie, u którego stóp miałyby znaleźć się dwa orły.

## Galeria

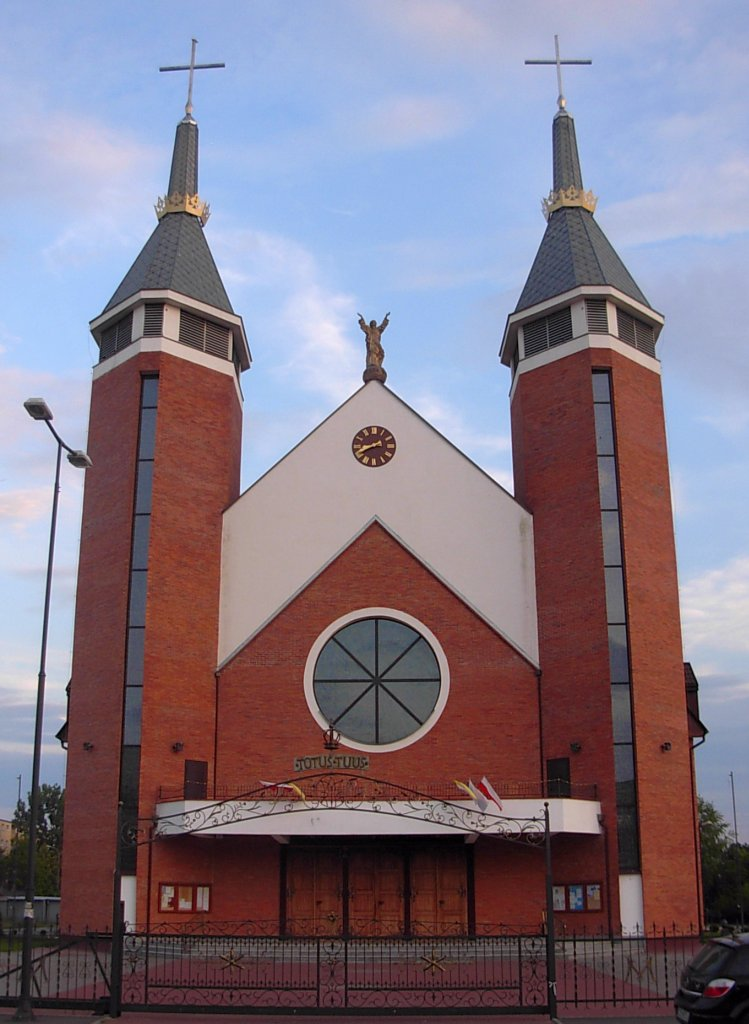
Front
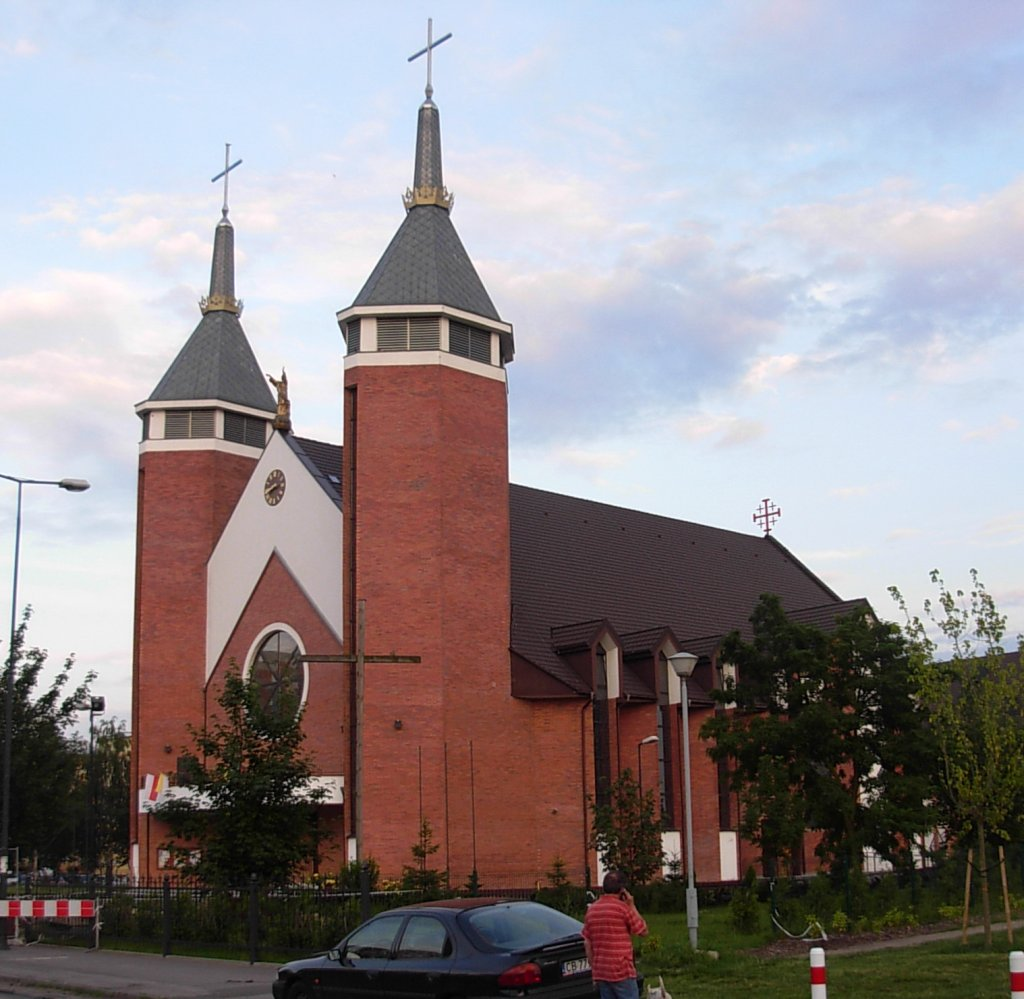
Z północnego zachodu
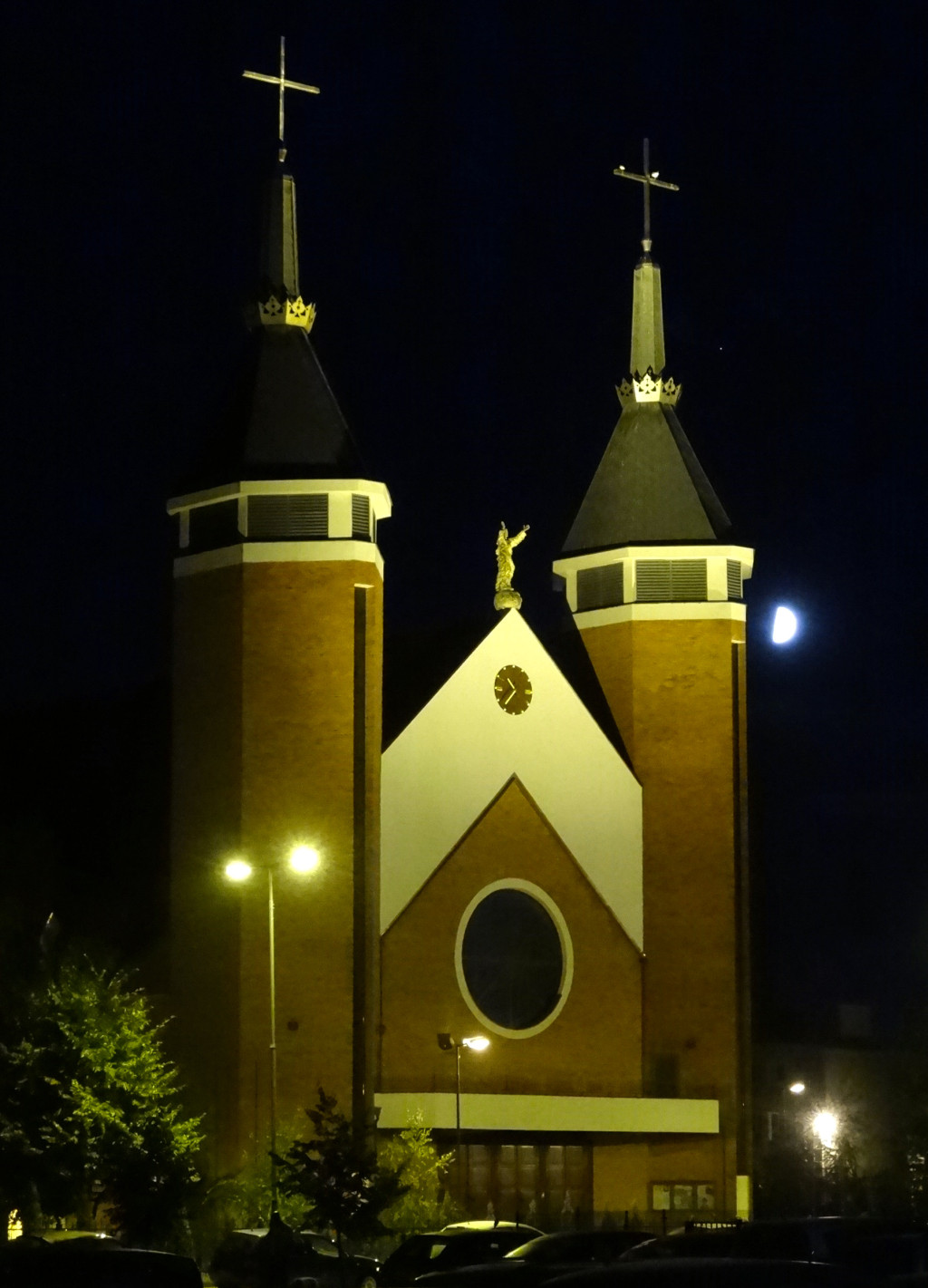
Nocą